# Paul Manafort

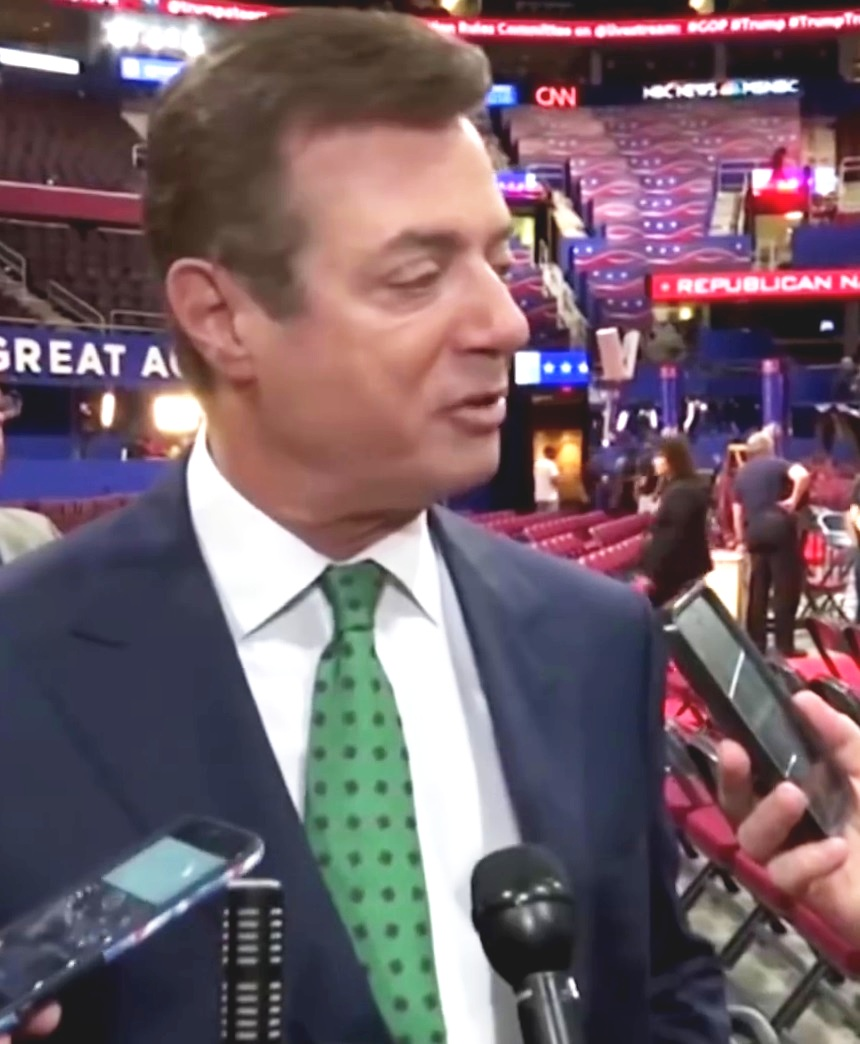
Paul Manafort, 2016

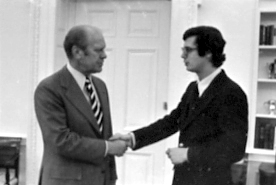
Manafort (r.) trifft Präsident Gerald Ford, 1976

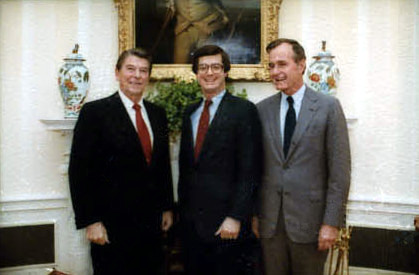
Manafort (Mitte) mit Ronald Reagan und George H. W. Bush, 1982

Paul John Manafort (* 1. April 1949 in New Britain, Connecticut) ist ein US-amerikanischer Lobbyist und Politikberater. Er hat international umstrittene Klienten beraten und wurde 2016 als Wahlkampfmanager Donald Trumps bekannt. Gegen Manafort wurde wegen möglicher Kollusion mit russischen Stellen im Rahmen jenes Wahlkampfs ermittelt. Er wurde im August 2018 wegen nicht unmittelbar damit zusammenhängender Vermögensdelikte verurteilt und einigte sich mit den Sonderermittlern vor einem zweiten Gerichtsverfahren im September 2018 außergerichtlich auf eine Kooperation. Im Dezember 2020 wurde Manafort von Trump begnadigt.

## Herkunft, Ausbildung und Aufbau einer Lobbyfirma
Manafort wuchs in der strukturell mehrheitlich demokratischen Stadt New Britain im Bundesstaat Connecticut auf. Sein Vater war dort über drei Amtszeiten republikanischer Bürgermeister, der neben seiner politischen Arbeit auch die Familienbaugesellschaft Manafort Brothers Inc. leitete, die von seinem aus Italien eingewanderten Vater gegründet worden war. Manafort entschied sich für eine Karriere in der Politik und studierte an der Georgetown University in Washington, D.C., an der er einen Bachelorabschluss in Wirtschaft und einen Juris Doctor in Rechtswissenschaft erhielt. Nach Abschluss der Ausbildung arbeitete er für eine Anwaltskanzlei, und seine Karriere als politischer Berater und Lobbyist nahm ihren Anfang. Seit den 1970er Jahren knüpfte er ein dichtes Netz von auch moralisch fragwürdigen Verbindungen in die politische Landschaft in Washington und auf der ganzen Welt.
1976 beriet er mit James Baker die Wahlkampagne des republikanischen US-Präsidenten Gerald Ford, 1980 die für Ronald Reagan, und 1988 managte Manafort gleichzeitig die Wahlkampagnen von drei Republikanern, die um die Nominierung als US-Präsidentschaftskandidaten kämpften: George Bush, Bob Dole und Jack Kemp.
Nach Reagans Amtsantritt gründete Manafort mit Roger Stone und zwei anderen Partnern die Lobby- und  Beratungsfirma Black, Manafort, Stone and Kelly (oft auch als Black, Manafort bezeichnet), die mit allen Konventionen des amerikanischen Lobbywesens brach.

## Internationale Klienten
Zu Manaforts Klienten zählten Diktatoren wie Ferdinand Marcos (Philippinen), Siad Barre (Somalia) und Mobutu Sese Seko (Demokratische Republik Kongo), das ins Drogengeschäft verwickelte Regime auf den Bahamas und Nigerias Militärmachthaber Ibrahim Babangida.
1992 prangerte die Journalistenorganisation Center for Public Integrity in einem Bericht mit dem Titel die Aktivitäten der Manafort-Firma und in einem Bericht mit dem Titel „Die Lobby der Folterer“ an. Die Satirezeitschrift „Spy“ kürte das Unternehmen zur „schmierigsten Lobbyfirma“ des Landes.

### Angola
Bei Manaforts Engagement im Bürgerkrieg in Angola schloss er 1985 für 600.000 Dollar einen Beratervertrag mit dem wenig bekannten antikommunistischen UNITA-Rebellenführer Jonas Savimbi, der gegen die sozialistische Regierung kämpfte. Seine Armee beging schwerste Menschenrechtsverletzungen, doch stilisierte Manafort Savimbi zum „Freiheitskämpfer“, kreierte den „Savimbi chic“ und vermittelte ihm Besuche bei konservativen Denkfabriken in Washington. Der US-Kongress billigte hunderte Millionen Dollar verdeckte Finanzhilfe für den Kampf gegen die Regierungspartei. Experten sind der Ansicht, Manaforts Firma habe den Krieg in Angola um Jahre bewusst verlängert, indem sie sofort neue Waffenlieferungen organisierte, sobald Friedensverhandlungen in greifbare Nähe kamen. Der Bürgerkrieg dauerte über ein Jahrzehnt lang weiter und kostete Hunderttausende das Leben.

### Saudi-Arabien
Jahrelang war Manafort Lobbyist für Bandar ibn Sultan aus der Dynastie der Saud, der 1983 bis 2005 Botschafter in Washington gewesen war. Manafort galt generell als einflussreichster ausländischer Agent des Königreichs Saudi-Arabien in den Vereinigten Staaten. Beispielsweise setzte sich Manafort 1986 als Lobbyist bei der Regierung Reagan, dem Außenministerium und dem Kongress für die Genehmigung von Waffengeschäften mit Saudi-Arabien ein.

### Sowjetische Nachfolgestaaten
In den 2000er Jahren suchte Manaforts neue Firma Kontakte und Geschäftsmöglichkeiten bei Oligarchen aus postsowjetischen Ländern. Besonders wichtig wurde der russische Oligarch Oleg Deripaska, der sich ab 2004 von Manafort beraten ließ, um seine Finanzen von der politischen Krise der Ukraine abzuschirmen.
Im März 2017 wurde in internationalen Medien berichtet, dass Manafort für Deripaska auch gearbeitet hatte, um die Interessen des russischen Präsidenten Putin zu fördern und Opposition gegenüber der russischen Politik im post-sowjetischen Raum zu untergraben. Dies geschah, nachdem Wiktor Janukowytsch im Zuge der Orangenen Revolution dem Oppositionskandidaten Juschtschenko unterlegen war. Im Juni 2005 bot Manafort in einem Strategieplan an, dass er Politik, Geschäftsbeziehungen und Medienberichterstattung in den Vereinigten Staaten, Europa und den ehemaligen Sowjetrepubliken beeinflussen würde, um der Putin-Regierung zu helfen. „Wir sind nun der Ansicht, dass dieses Modell der Putin-Regierung stark nutzen kann, wenn es auf den korrekten Ebenen mit dem angemessenen Einsatz für Erfolg angewendet wird“, schrieb Manafort an Deripaska. Die Anstrengung werde einen „großen Dienst“ bedeuten, „der die Politik der Putin-Regierung sowohl intern als auch extern neu ausrichten kann.“
Manafort und Deripaska schlossen schließlich einen Vertrag in Höhe von jährlich 10 Millionen US-Dollar ab. Aus den Unterlagen geht außerdem hervor, dass wenigstens ein Teil von Manaforts Arbeit in der Ukraine direkt von Deripaska bestimmt wurde und Manafort ein Büro in Moskau einrichten wollte. In Strategiepapieren schrieb Manafort, Deripaska und Putin würden von Lobbyarbeit bei westlichen Regierungen profitieren, damit Oligarchen ehemalige Vermögen in Staatsbesitz in der Ukraine behalten könnten. Er schlug vor, „langfristige Beziehungen“ mit westlichen Journalisten aufzubauen, sowie diverse Maßnahmen, um die Rekrutierung, Kommunikation und finanzielle Planung prorussischer Parteien in der Region zu verbessern. Manafort bot außerdem an, seine Arbeit in Osteuropa auf Usbekistan, Tadschikistan und Georgien auszuweiten. Dort wolle er die Legitimität von Regierungen stärken, die Putin gegenüber freundlich gestimmt seien und Gegner der russischen Politik durch politische Kampagnen, gemeinnützige Frontorganisation und Medienoperationen untergraben.
Nach der Orangen Revolution gab der Donezker Oligarch Rinat Achmetow Manafort 2005 einen Beratervertrag, und er heuerte als Spin Doctor für Wiktor Janukowytsch an. Manafort organisierte für Janukowytsch ein unerwartetes Comeback. Dass Janukowytsch im Februar 2010 zum Staatspräsidenten gewählt wurde, wird unter anderem Manaforts Aktivitäten zugeschrieben. Manafort arbeitete bis zu den Maidan-Protesten 2013/2014 für Janukowytsch. Manaforts Aktivitäten wurden 2014 von Staatsanwälten wegen Veruntreuung ukrainischen Vermögens nach der Absetzung Janukowytschs untersucht.
Ein weiterer Kunde Manaforts war Dmytro Firtasch. Im Jahr 2008 hatte Manafort mit einem ehemaligen Manager der Trump Organization vereinbart, gemeinsam das Drake Hotel in New York für bis zu 850 Millionen Dollar zu kaufen, wobei Firtasch zusagte, 112 Millionen Dollar zu investieren. Laut einer Klage gegen Manafort und Firtasch ging es bei dem Geschäft vielmehr darum, einen Teil der Gewinne zu waschen, die Firtasch durch die Vermittlung von Erdgasgeschäften  zwischen Russland und der Ukraine, mit Semjon Judkowitsch Mogilewitsch als stillem Partner, abgeschöpft hatte. Schließlich scheiterte das Geschäft wegen der Insolvenz von Firtaschs Nadra-Bank.
Als Janukowytschs Handlungen in der Ukraine nach und nach seine Versprechen nicht einlösten, zogen sich Demokratieberater aus Manaforts Team zurück, aber der politische Stratege Manafort selbst, der dem ukrainischen Präsidenten nahe stand, wurde zu seinem inoffiziellen Berater und Gesandten im Umgang mit dem Westen. Achmetow finanzierte Manaforts Arbeit für die Partei der Regionen, nachdem die Einnahmequelle Janukowytsch weg gefallen war – er arbeitete auch etwas an Regionalwahlen, einschließlich der Bürgermeisterwahl in Mariupol 2015, die von Wadym Bojtschenko gewonnen wurde, welcher nach sieben Jahren im Amt die Grauen des russischen Überfalls 2022 beklagen musste.

## Wahlkampfmanager Donald Trumps
Während Donald Trumps Präsidentschaftskandidatur war Manafort vom 28. März 2016 bis August 2016 dessen Berater. Mitte August 2016 wurde bekannt, dass Manafort 12,7 Millionen US-Dollar auf illegalem Weg von Janukowytschs Partei der Regionen erhalten hatte; zwei Tage später trat Manafort von seinem Beraterposten zurück und wurde durch Steve Bannon ersetzt.
Nach der Wahl am 8. November 2016 kehrte Manafort jedoch zurück, um Trump bei Personalentscheidungen zur Besetzung seiner Regierung zu beraten. Manafort äußerte im März 2017, er und seine Mitarbeiter hätten weiterhin Kontakte mit Trump. Manaforts ehemaliger Geschäftspartner in Osteuropa, Rick Gates, hat Trumps Amtseinführung mitorganisiert und eine Organisation ins Leben gerufen, die Trump unterstützt.

## Sonderermittlung zum Trump-Wahlkampf
Manaforts Lobbyaktivitäten und sein Verhalten als Wahlkampfmanager Donald Trumps wurden während der Sonderermittlungen des Federal Bureau of Investigation (FBI) zu möglichen Russland-Verbindungen des Wahlkampfteams Trumps untersucht, die im Sommer 2016 begann. Dabei ging es um die Frage, ob Mitglieder dieses Teams sich mit der russischen Führung kollusiv zum Schaden von Trumps demokratischer Gegenkandidatin Hillary Clinton abgesprochen hatten. Dazu wurde im März 2017 eine Sonderermittlung zur Beeinflussung des Wahlkampfs in den Vereinigten Staaten 2016 eingerichtet.
Dabei geriet im Juli 2017 ein Treffen mit russischen Vertretern am 9. Juni 2016 im Trump Tower in den Fokus der Medien, an dem er mit Trumps ältestem Sohn Trump Jr. und Trumps Schwiegersohn Jared Kushner teilgenommen hatte. Die zuvor ausgetauschten E-Mails zeigen, dass Trump Jr. das Treffen mit einer russischen Anwältin deshalb organisiert hatte, weil diese ihm belastendes Material über Hillary Clinton in Aussicht gestellt hatte. Damit wurde erstmals ein Russland-Kontakt des engsten Wahlkampfteams um Trump in kollusiver Absicht nachgewiesen. Manafort musste am 24. Juli 2017 – wie auch Trump Jr. – in geheimer Sitzung vor dem Justizausschuss des US-Senats aussagen, nachdem sie der Vorsitzende Chuck Grassley unter Androhung einer Subpoena vorgeladen hatte. Im Juli 2017 wurde auch bekannt, dass Briefkastenfirmen Manaforts bis zu seiner (unbezahlten) Tätigkeit für Trump Schulden in Höhe von etwa 17 Millionen US-Dollar aus der Zeit seiner Geschäftstätigkeit in der Ukraine bei pro-russischen Stellen hatten.
Ein Sprecher Manaforts teilte am 9. August 2017 mit, dass dessen Haus im Juli vom FBI durchsucht wurde. Am 30. Oktober 2017 wurde Manafort wegen Verschwörung gegen die Vereinigten Staaten und des Verdachts der Geldwäsche angeklagt. Die vor einem Geschworenengericht erhobene Anklage umfasst insgesamt zwölf Punkte, zu denen auch Falschaussagen und das Verbergen von ausländischen Bankkonten zählen. Die Anklagepunkte haben allerdings nicht direkt mit dem Kern von Robert Muellers Sonderermittlungen zu tun, ob es im Wahlkampf 2016 geheime Absprachen des Trump-Lagers mit der russischen Führung gab. Eine Klage Manaforts gegen das Justizministerium der Vereinigten Staaten, den FBI-Sonderermittler Mueller und den Deputy Attorney General Rod Rosenstein wegen Kompetenzüberschreitung wurde im April 2018 abgewiesen.
Am 8. Juni 2018 wurde Manafort wegen des Versuchs, Zeugen zur Lüge über Lobbyaktivitäten zugunsten der ehemaligen pro-russischen Regierung der Ukraine zu überreden, zusätzlich wegen Justizbehinderung angeklagt. Am 15. Juni 2018 wurde eine Kaution vor Gericht verweigert und Manafort in Haft genommen. Sonderermittler Mueller hatte zuvor beantragt, Manafort wegen Verletzung seiner Kautionsauflagen in Untersuchungshaft zu nehmen.

### Verurteilung wegen Steuerhinterziehung und Bankbetrug
Am 16. Februar 2018 erweiterte das Team des FBI-Sonderermittlers die Anklagepunkte gegen Manafort und seinen Mitarbeiter Rick Gates, unter anderem um Steuerhinterziehung und Bankbetrug. Bei seinen Berateraktivitäten im Ausland soll Manafort auch mit Hilfe von Offshore-Konten bis zu 75 Millionen US-Dollar an den US-Behörden vorbei geschleust haben. Außerdem wird ihm vorgeworfen, Banken belogen zu haben, um Kredite in Höhe von 20 Millionen US-Dollar zu bekommen. Gates bekannte sich daraufhin am 23. Februar schuldig, was den Druck auf Manafort erhöhte.
Der Prozess gegen Manafort wegen der Anklagepunkte Bankbetrug (bank fraud), Steuerhinterziehung (tax evasion) und das Verbergen ausländischer Bankkonten (failure to report foreign bank accounts) fand vor einem Geschworenengericht in Virginia statt. Der Beginn war zunächst für den 25. Juli 2018 terminiert, wurde aber am 23. Juli auf Antrag der Verteidigung verschoben und begann am 31. Juli 2018.
Am 21. August 2018 wurde Manafort von zwölf Geschworenen in acht von 18 Anklagepunkten, darunter Steuerhinterziehung und Bankbetrug, schuldig gesprochen. Ihm drohte eine Strafe von bis zu etwa 20 Jahren Gefängnis. Am 7. März 2019 wurde Manafort zu einer Haftstrafe von 3 Jahren und 11 Monaten verurteilt.

### Eingestelltes zweites Verfahren und Kooperation mit der Sonderermittlung
Am 17. September 2018 sollte ein weiterer Prozess gegen Manafort im District of Columbia wegen Verschwörung gegen die Vereinigten Staaten und Geldwäsche beginnen; er war auf zehn bis zwölf Prozesstage Dauer angesetzt.
Am 14. September, kurz vor dem angesetzten Beginn des zweiten Prozesses, einigte sich Manafort mit den Anklägern auf einen Deal („plea bargain“). Manafort verpflichtete sich, vollständig mit den Sonderermittlern und anderen Ermittlern zusammenzuarbeiten, und bekannte sich in zwei der sieben Anklagepunkte des bevorstehenden Gerichtsverfahrens und in den zehn Anklagepunkten des abgeschlossenen Gerichtsverfahrens, bei denen die Geschworenen nicht zur Einmütigkeit gekommen waren, für schuldig. Im Gegenzug setzen sich die Ankläger dafür ein, dass Manafort für sämtliche der 20 Anklagepunkte, für die er verurteilt wurde oder bei denen er sich schuldig bekannt hat, eine Haftstrafe nicht länger als zehn Jahre erhält. Die übrigen Anklagepunkte werden vorerst fallengelassen. Manafort verpflichtete sich, vollständig und wahrheitsgemäß auszusagen und sämtliche angeforderten Dokumente auszuhändigen. Er verpflichtete sich, an den Staat Vermögenswerte in Höhe von etwa 46 Millionen Dollar abzugeben.
Die Medien spekulierten, dass mit dieser Vereinbarung eine mögliche Begnadigung Manaforts durch Trump unwahrscheinlich sein würde. Auch wenn sämtliche Straftaten, zu denen sich Manafort bekannt hat, die Zeit vor seiner Beschäftigung bei Trump betreffen, galt Manaforts Wissen über Trumps Wahlkampagne als potenziell gefährlich für Präsident Trump selbst, insbesondere im Zusammenhang des Trump-Tower-Treffens mit der russischen Anwältin im Juni 2016. Die Washington-Post-Kolumnistin Jennifer Rubin kommentierte, durch Manaforts Aussagebereitschaft könnte Trump anfangen, panisch zu werden.
Im Februar 2019 urteilte eine Bundesrichterin am United States District Court for the District of Columbia, Manafort habe „absichtlich mehrere Falschaussagen“ gegenüber dem FBI, dem Team von FBI-Sonderermittler Robert Mueller und vor der Jury gemacht. Mueller sei nicht mehr an seine Verpflichtungen aus der Vereinbarung vom September 2018 gebunden.
Siehe auch seine Rolle im Zusammenhang mit der Hapsburg Group.

### Zweite Verurteilung
Nach der Verurteilung vom 7. März 2019 wegen Steuerhinterziehung, wurde er am 13. März 2019 als Folge seiner Falschaussagen vor den Sonderermittlern wegen Betruges und Verschwörung verurteilt, das Strafmaß der beiden Urteile beläuft sich zusammen auf 7,5 Jahre Haft. Unabhängig davon wurde gegen Manafort Mitte März 2019 vom Staat New York Anklage erhoben, weil er sich Darlehen erschlichen haben soll. Die Anklage des Staates New York wurde im Dezember 2019 aufgrund des Verbotes der Doppelbestrafung zurückgewiesen.

### Entlassung in den Hausarrest
Im Mai 2020 wurde Manafort aus dem Gefängnis entlassen und in den Hausarrest überführt.

### Begnadigung
Im Dezember 2020 wurde Manafort von Trump begnadigt.